# Acontia lugens
Acontia lugens är en fjärilsart som beskrevs av Alphéraky 1889. Acontia lugens ingår i släktet Acontia och familjen nattflyn. Inga underarter finns listade i Catalogue of Life.